# Eurydice piperata
Eurydice piperata is een pissebed uit de familie Cirolanidae. De wetenschappelijke naam van de soort is voor het eerst geldig gepubliceerd in 1966 door Menzies & Frankenberg.